# Lambrecht (Pfalz)

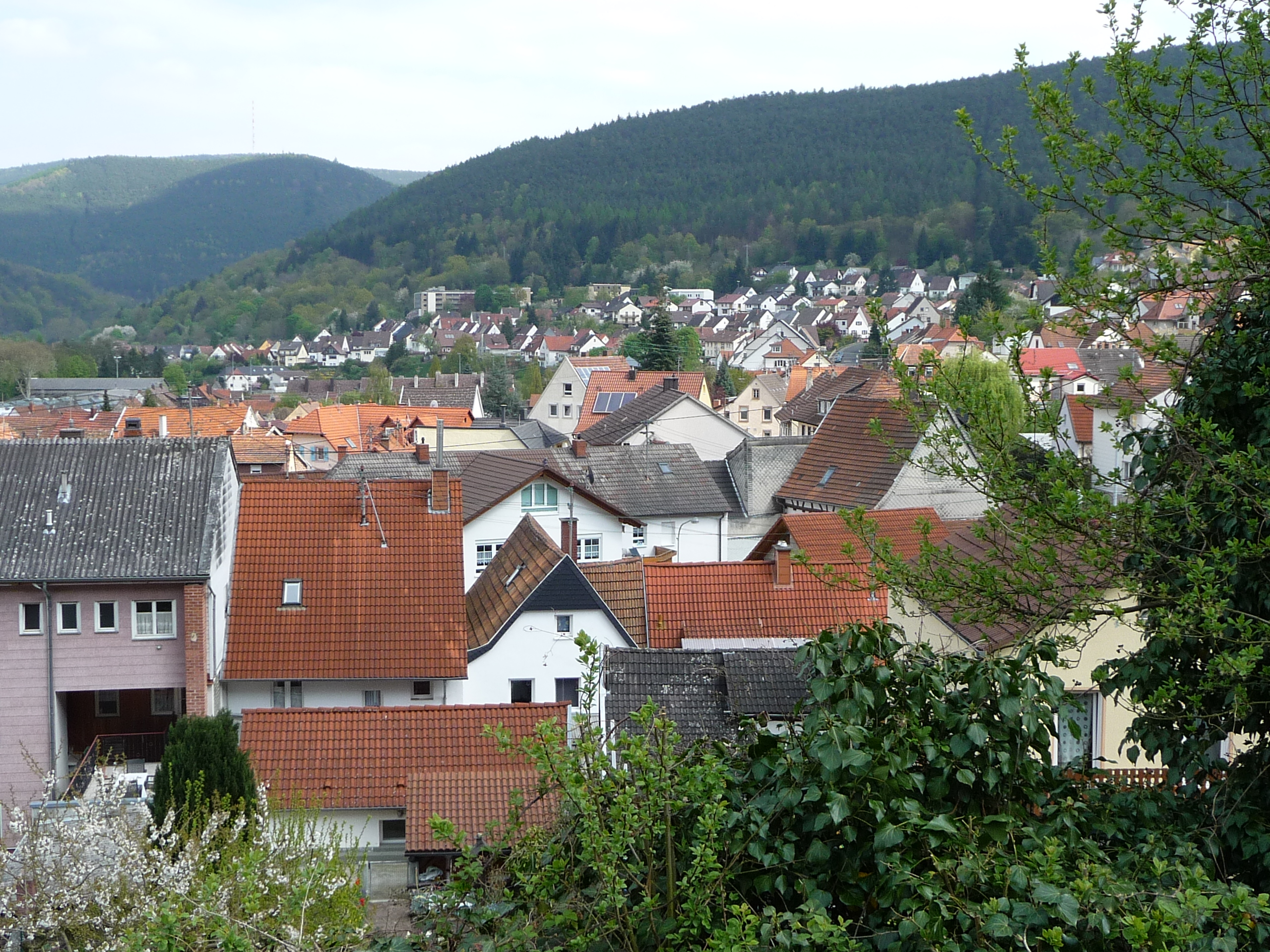
Ortsbild

Lambrecht (Pfalz) ist eine Stadt im Landkreis Bad Dürkheim im Pfälzerwald. Sie ist Verwaltungssitz der gleichnamigen Verbandsgemeinde. Den Beinamen „Tuchmacherstadt“ verdankt sie der früheren Textilindustrie, die den Ort lange Zeit prägte.

## Geographie

### Lage
Lambrecht liegt inmitten des mittleren Pfälzerwaldes im Lambrechter Tal; der Südwesten der Gemarkung reicht bis an das Elmsteiner Tal heran. Im Nordosten befindet sich die Karl-Rauch-Siedlung; im äußersten Südwesten der Gemarkung liegt der Weiler Iptestal. Nachbargemeinden sind – im Uhrzeigersinn – Deidesheim, Lindenberg, Neustadt an der Weinstraße, Esthal und Frankeneck. Östlich der Stadt befindet sich mit der sogenannten Lambrechter Verwerfung eine geologische Trennlinie, an der sich die Haardt anschließt.

### Erhebungen und Gewässer
Die Stadt wird vom Speyerbach durchflossen, dem stärksten Fließgewässer der Vorderpfalz; im Westen bildet dieser Bach die Gemarkungsgrenze zu Frankeneck und Esthal. In der Stadtmitte (am Friedrich-Ebert-Platz) mündet in ihn von links der Luhrbach. Höchster Berg ist der Kaisergarten mit 519 m ü. NHN im Süden, der sich unmittelbar an der Gemarkungsgrenze zu Neustadt an der Weinstraße befindet; Letzteres trifft auch auf den weiter nordöstlich liegenden Schauerberg zu. Im Norden des Stadtgebiets erstrecken sich der Eichelberg und der Kreuzberg sowie im Westen der Schorlenberg und der Hohe Kopf.

### Flächenaufteilung
Die 8,32 Quadratkilometer – entsprechend 832 ha – teilen sich wie folgt auf:
| Flächenbezeichnung                   | ha  |
| ------------------------------------ | --- |
| Hof- und Gebäudeflächen              | 086 |
| Wege, Straßen und so weiter          | 041 |
| Sonstige Nutzungsarten               | 021 |
| Landwirtschaftliche Nutzfläche       | 025 |
| Waldflächen                          | 655 |
| Gewässer                             | 003 |
| Übrige Flächen, Ödland und so weiter | 001 |

## Geschichte

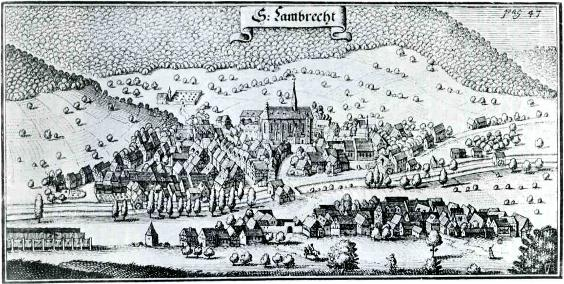
Lambrecht 1640

Im Jahre 977 wurde Lambrecht zum ersten Mal urkundlich erwähnt; Herzog Otto von Worms stiftete im Ort Grevenhausen das Benediktinerkloster St. Lambrecht zu Ehren des heiligen Bischofs Lambert von Lüttich. 1553 wurde das Kloster allerdings aufgelöst. 1568 wurden die Gebäude des Klosters samt Häusern, Kirche und Äckern durch den Kurfürsten Friedrich III. heimatvertriebenen Wallonen als Asyl überlassen.
1838/1839 schlossen sich die Nachbardörfer St. Lambrecht und Grevenhausen zusammen, der Doppelname St. Lambrecht-Grevenhausen wurde bis zur Stadterhebung 1887 geführt. Am 25. August 1849 wurde Lambrecht durch die Eröffnung der Teilstrecke Neustadt-Frankenstein als Abschluss der Rhein-Saar-Strecke zum Kohlentransport Eisenbahnstation. Am 21. Dezember 1887 wurden Lambrecht Stadtrechte gewährt.
Ab 1939 war die Stadt ein Bestandteil des Landkreises Neustadt an der Weinstraße. Nach dem Zweiten Weltkrieg wurde der Ort innerhalb der französischen Besatzungszone ein Teil des Regierungsbezirks Pfalz im damals neu gebildeten Land Rheinland-Pfalz. Im Zuge der ersten rheinland-pfälzischen Verwaltungsreform wechselte Lambrecht 1969 in den neu geschaffenen Landkreis Bad Dürkheim. Drei Jahre später wurde es Bestandteil der ebenfalls neu entstandenen gleichnamigen Verbandsgemeinde. Die Aufnahme der Verwaltungstätigkeiten fand am 1. Januar 1973 statt.
In den Jahren 2017 und 2018 erschütterten die Verbrechen dreier Altenpfleger im Seniorenhaus Lambrechter Tal die Bevölkerung der Stadt.

### Einwohnerentwicklung
| Lambrecht: Einwohnerzahlen von 2012 bis 2024 | Lambrecht: Einwohnerzahlen von 2012 bis 2024 | Lambrecht: Einwohnerzahlen von 2012 bis 2024 | Lambrecht: Einwohnerzahlen von 2012 bis 2024 | Lambrecht: Einwohnerzahlen von 2012 bis 2024 |
| -------------------------------------------- | -------------------------------------------- | -------------------------------------------- | -------------------------------------------- | -------------------------------------------- |
| Jahr                                         |                                              |                                              |                                              | Einwohner                                    |
| 2012                                         | 2012                                         |                                              | 4.022                                        | 4.022                                        |
| 2015                                         | 2015                                         |                                              | 3.992                                        | 3.992                                        |
| 2020                                         | 2020                                         |                                              | 4.040                                        | 4.040                                        |
| 2024                                         | 2024                                         |                                              | 3.995                                        | 3.995                                        |
| Quelle(n): statistik.rlp.de                  |                                              |                                              |                                              |                                              |

## Religion

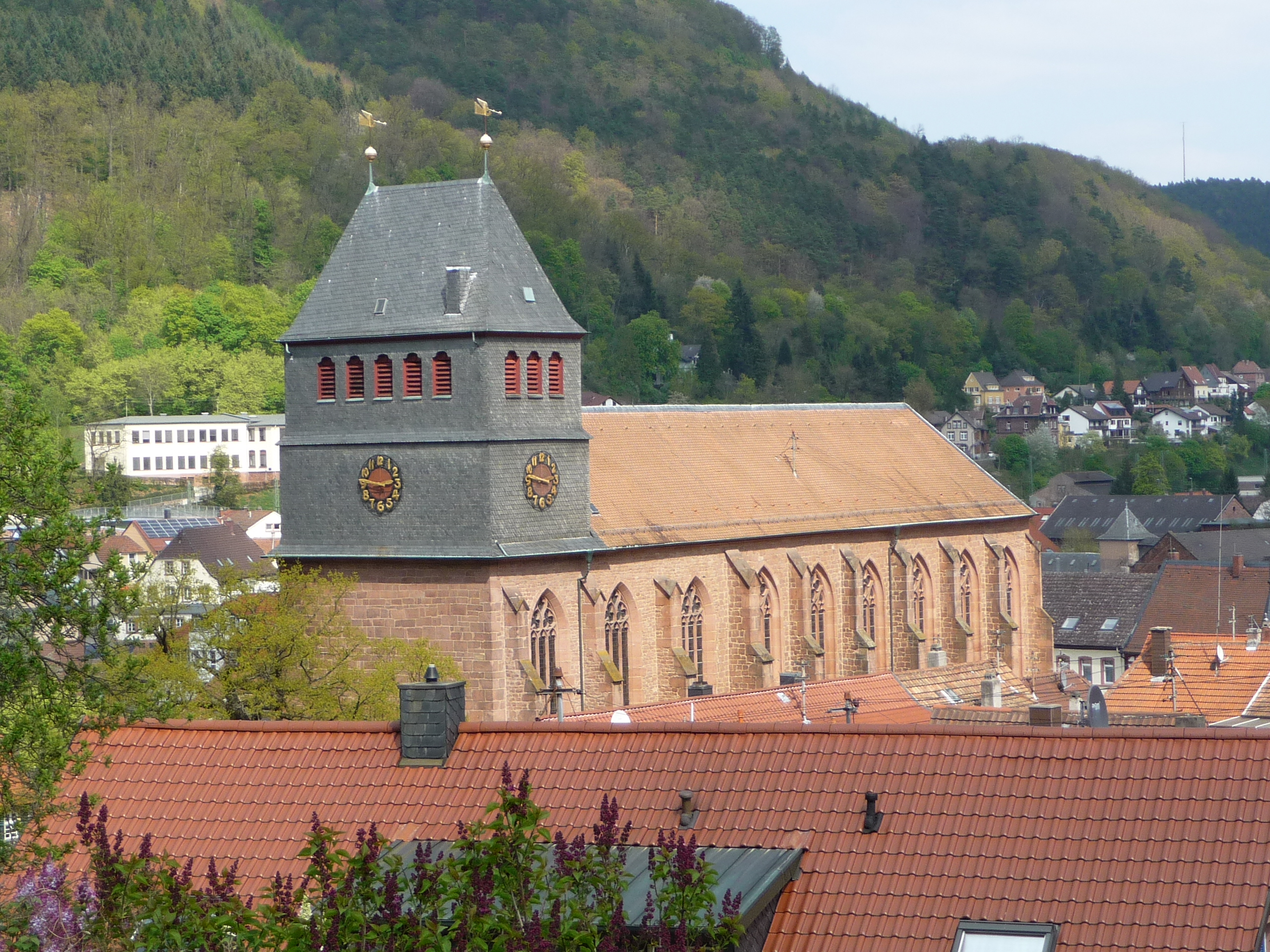
Ehemalige Klosterkirche, heute protestantische Pfarrkirche

### Konfessionsstatistik
2007 waren 43,8 % der Einwohner evangelisch und 30,4 % katholisch. Die übrigen 25,8 % gehörten einer anderen Glaubensgemeinschaft an oder waren konfessionslos.  Der Anteil der Katholiken und der Protestanten an der Gesamtbevölkerung ist seitdem gesunken. Ende April 2025 hatten 30,5 % der Einwohner die evangelische Konfession und 21,4 % die katholische. 48,1 % gehörten entweder einer anderen Glaubensgemeinschaft an oder waren konfessionslos.

### Katholiken
Lambrecht hat eine eigenständige katholische Pfarrgemeinde (Herz Jesu). Die katholische Kirchengemeinde ist Träger der Katholischen Kindertagesstätte St. Lambertus. Der Seelsorger in der Pfarreiengemeinschaft betreut neben Lambrecht auch die Gemeinden von Lindenberg, Neidenfels-Frankeneck und Weidenthal-Frankenstein. Die Pfarrei Lambrecht ist Teil des Pfarrverbandes Neustadt (Weinstraße) im Dekanat Bad Dürkheim und gehört zur Diözese Speyer. Im Toni-Schröer-Haus existiert zudem eine Gedenkstätte an Edith Stein.

### Protestanten
Gemeinsam mit dem Nachbarort Lindenberg existiert eine protestantische Kirchengemeinde. Lambrecht ist Teil des protestantischen Dekanates Neustadt in der Evangelischen Kirche der Pfalz.

## Politik

### Stadtrat
Der Stadtrat in Lambrecht (Pfalz) besteht aus 20 Ratsmitgliedern, die bei der Kommunalwahl am 9. Juni 2024 in einer personalisierten Verhältniswahl gewählt wurden, und dem ehrenamtlichen Stadtbürgermeister als Vorsitzendem.
Die Sitzverteilung im Stadtrat:
| Wahl | SPD | CDU | Grüne | BSW | Linke | FWG | SWG | Gesamt   |
| 2024 | 3   | 6   | 2     | 2   | –     | 6   | 1   | 20 Sitze |
| 2019 | 4   | 6   | –     | –   | 1     | 8   | 1   | 20 Sitze |
| 2014 | 6   | 7   | –     | –   | –     | 7   | –   | 20 Sitze |
| 2009 | 6   | 8   | –     | –   | –     | 6   | –   | 20 Sitze |
| 2004 | 5   | 11  | –     | –   | –     | 4   | –   | 20 Sitze |

- FWG = Freie Wählergruppe Talgemeinden e. V.
- SWG = Soziale Wählergemeinschaft e. V.

### Bürgermeister
2014 wurde Karl-Günter Müller (FWG) zum Stadtbürgermeister gewählt. Bei der Direktwahl am 26. Mai 2019 wurde er mit einem Stimmenanteil von 53,06 % in seinem Amt bestätigt. Sein Vorgänger war Michael Stöhr von der CDU, der bis 2014 amtierte. Bei der Bürgermeisterwahl am 9. Juni 2024 trat Müller nicht mehr an. Da sich im ersten Wahlgang keiner der drei Kandidaten mit einer absoluten Mehrheit durchsetzen konnte, wurde eine Stichwahl zwischen Tanja Bundenthal-Beck (FWG) und Andreas Ohler (CDU) durchgeführt. Diese entschied Ohler bei einer Wahlbeteiligung von 41,7 % mit 52,8 % der Stimmen für sich.

### Wappen
| Wappen von Lambrecht | Blasonierung: „Von Schwarz und Grün geteilt, oben ein rotbewehrter, -bezungter und -bekrönter goldener Löwe, unten drei silberne Lämmer.“ |
| Wappen von Lambrecht | Wappenbegründung: Es wurde 1887 vom bayerischen Prinzregenten genehmigt und geht zurück auf ein Siegel von 1707. Der Pfälzer Löwe erinnert an die ehemalige Zugehörigkeit zur Kurpfalz. Die Schafe symbolisieren die blühende Tuchindustrie ab dem 16. Jahrhundert. |

## Kultur und Sehenswürdigkeiten

### Kulturdenkmäler

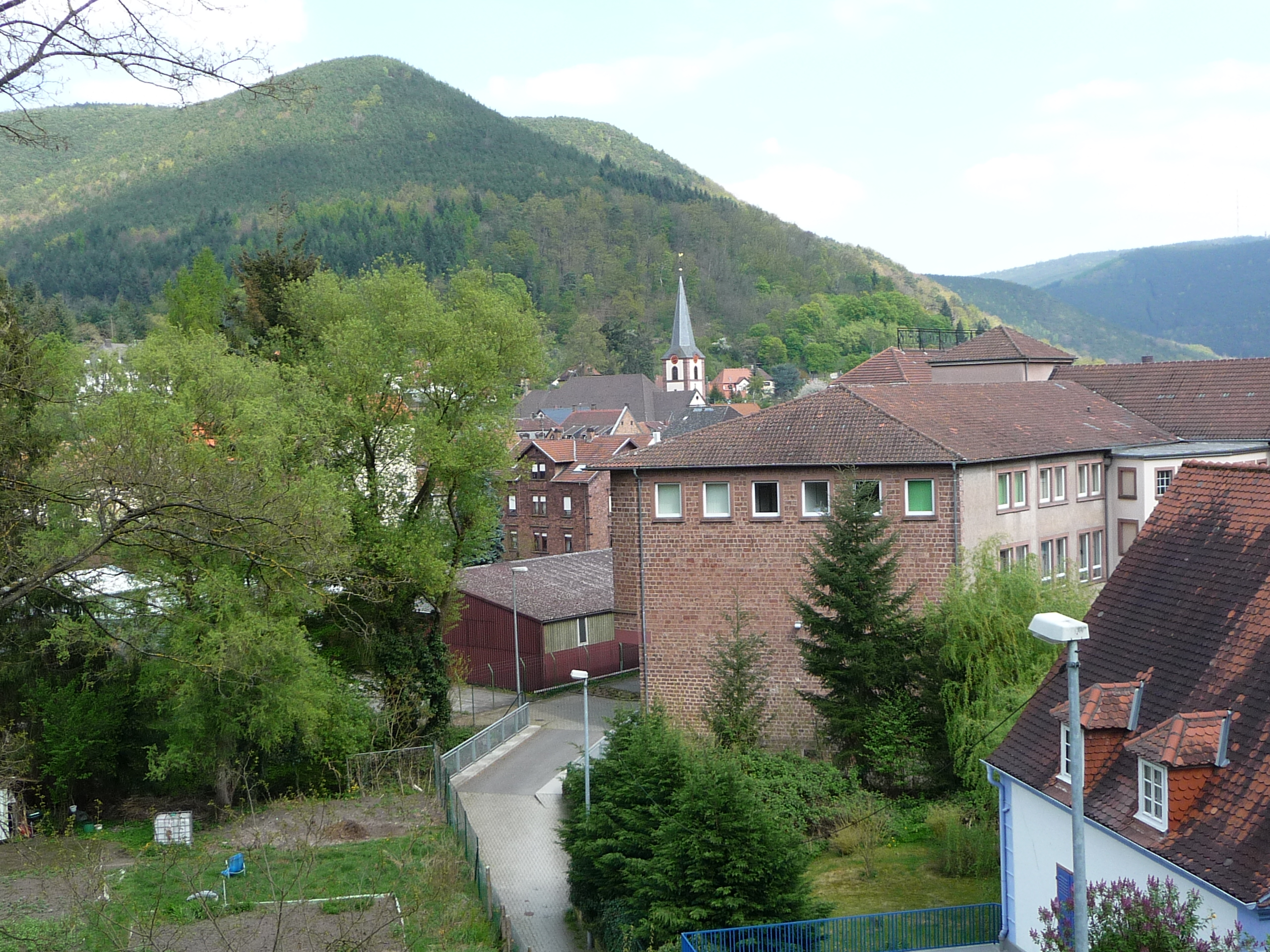
Ortsbild
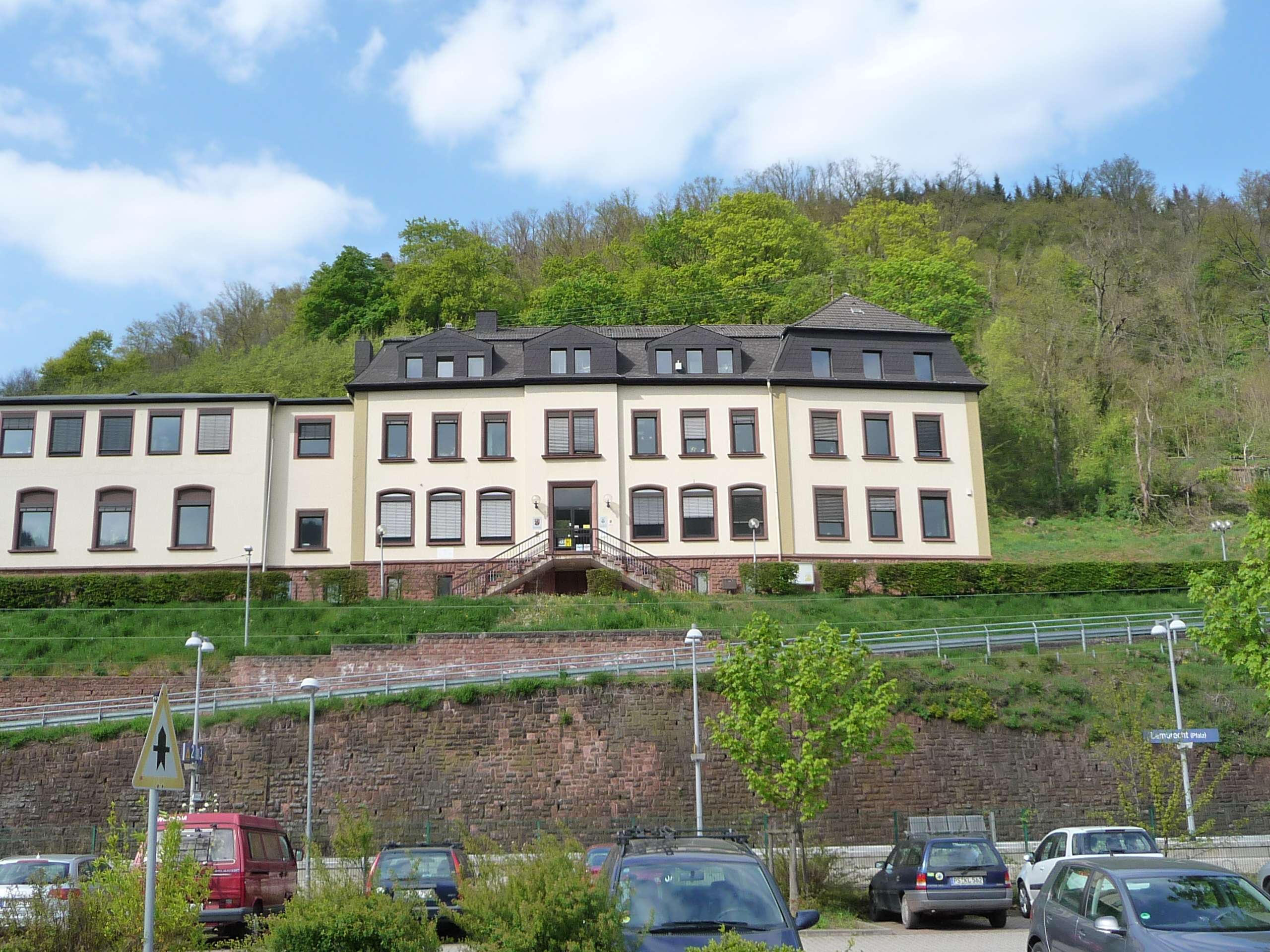
Verwaltungsgebäude der Verbandsgemeinde
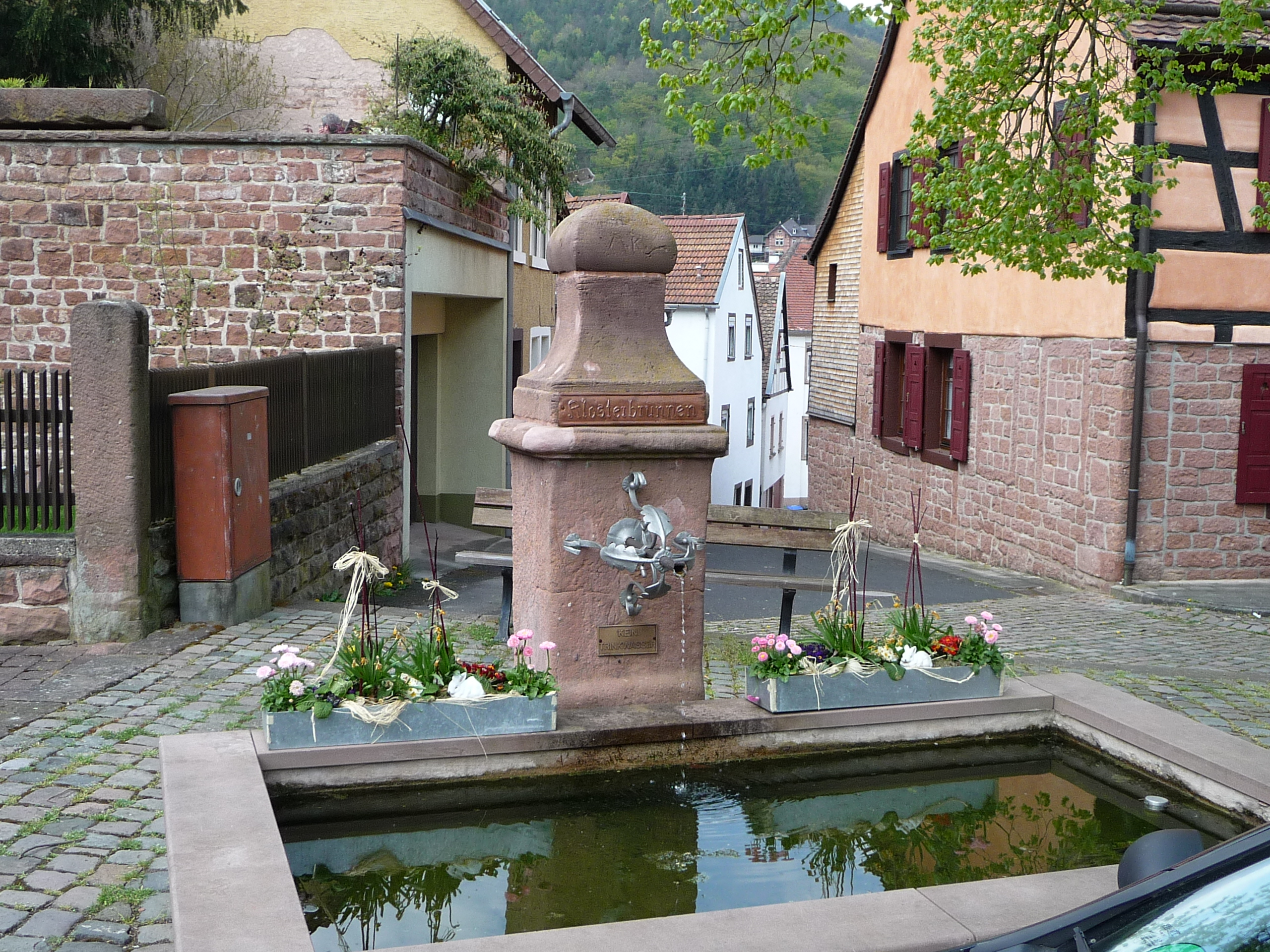
Klosterbrunnen
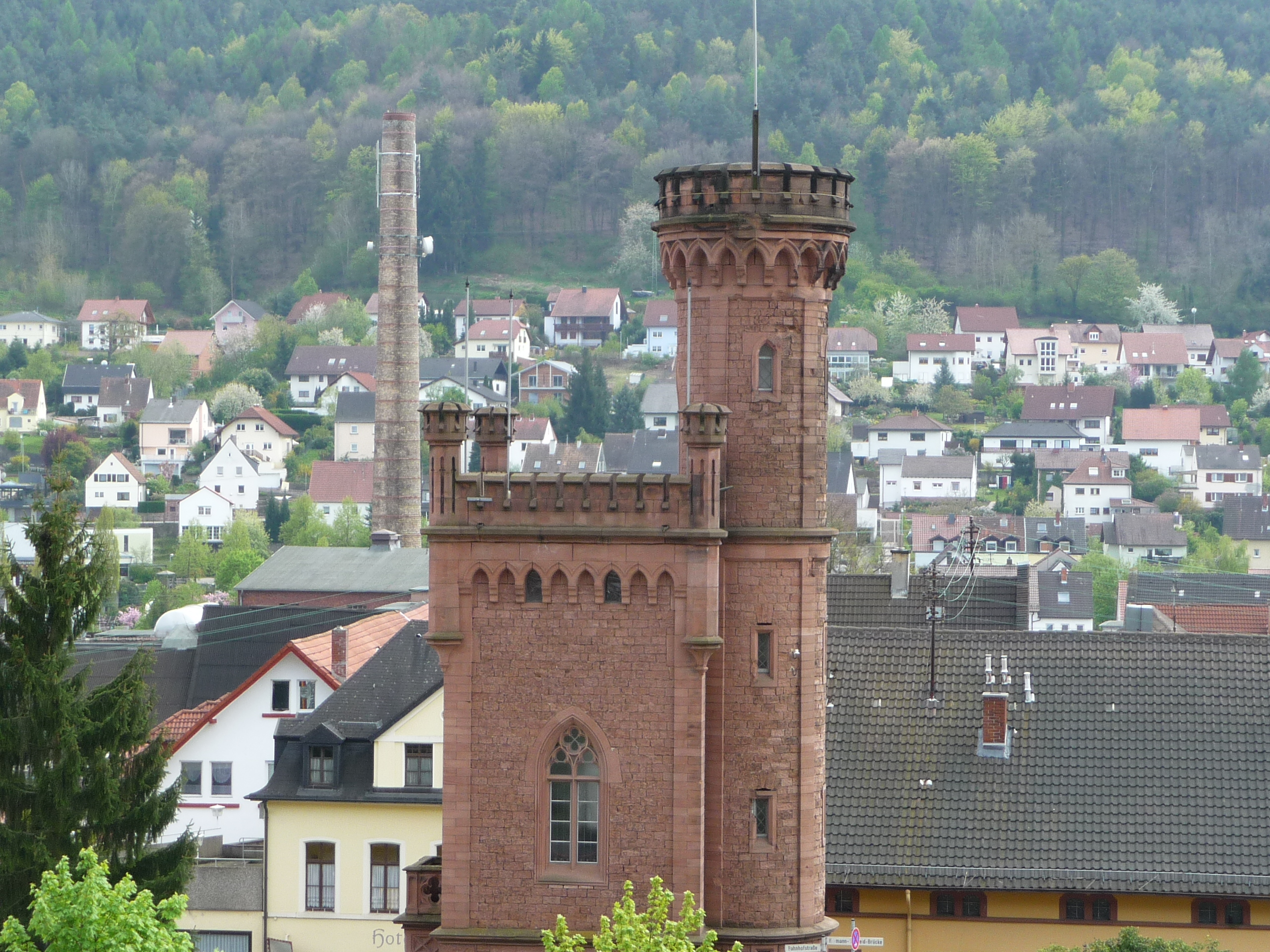
Postturm
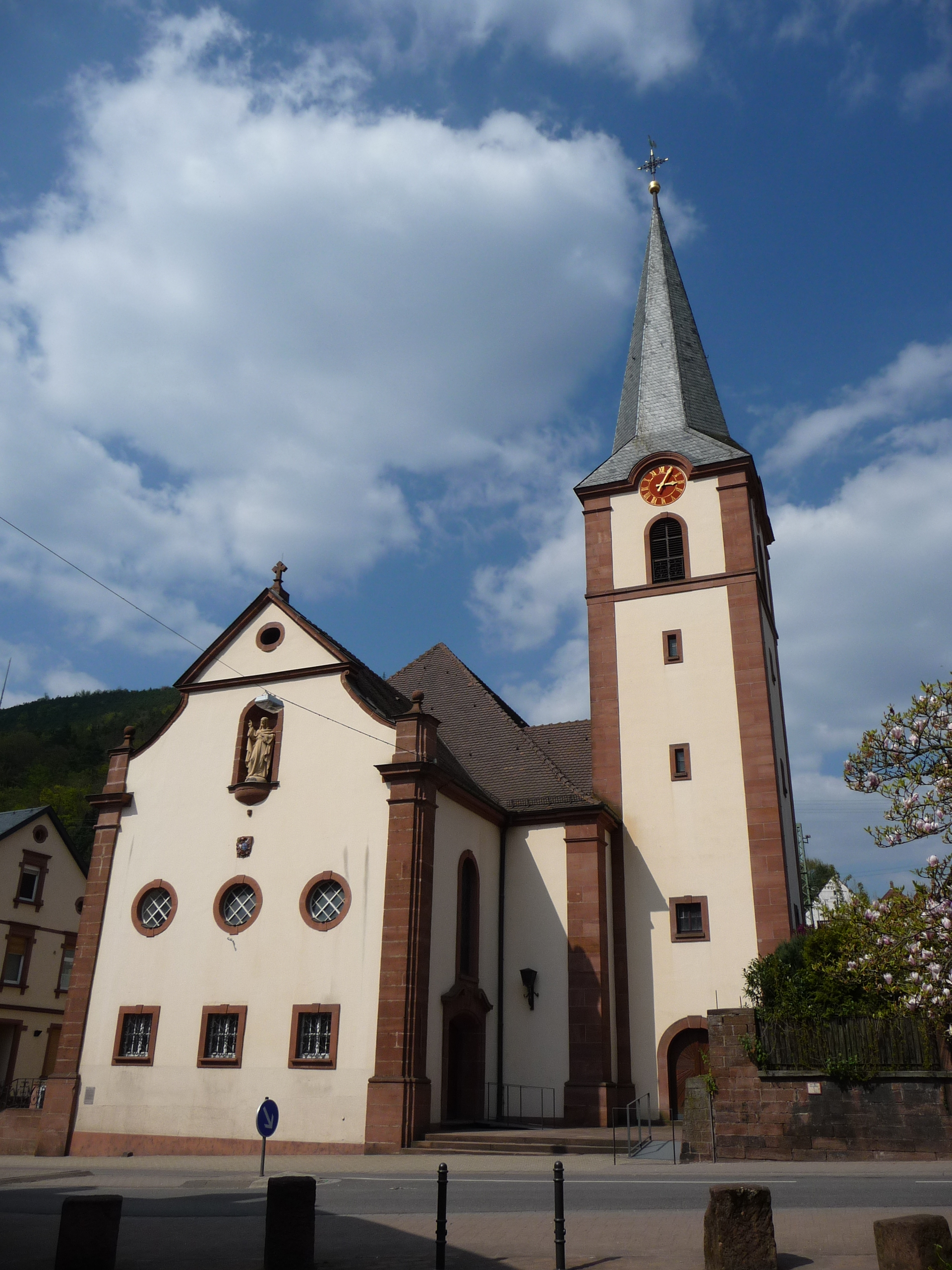
Katholische Kirche
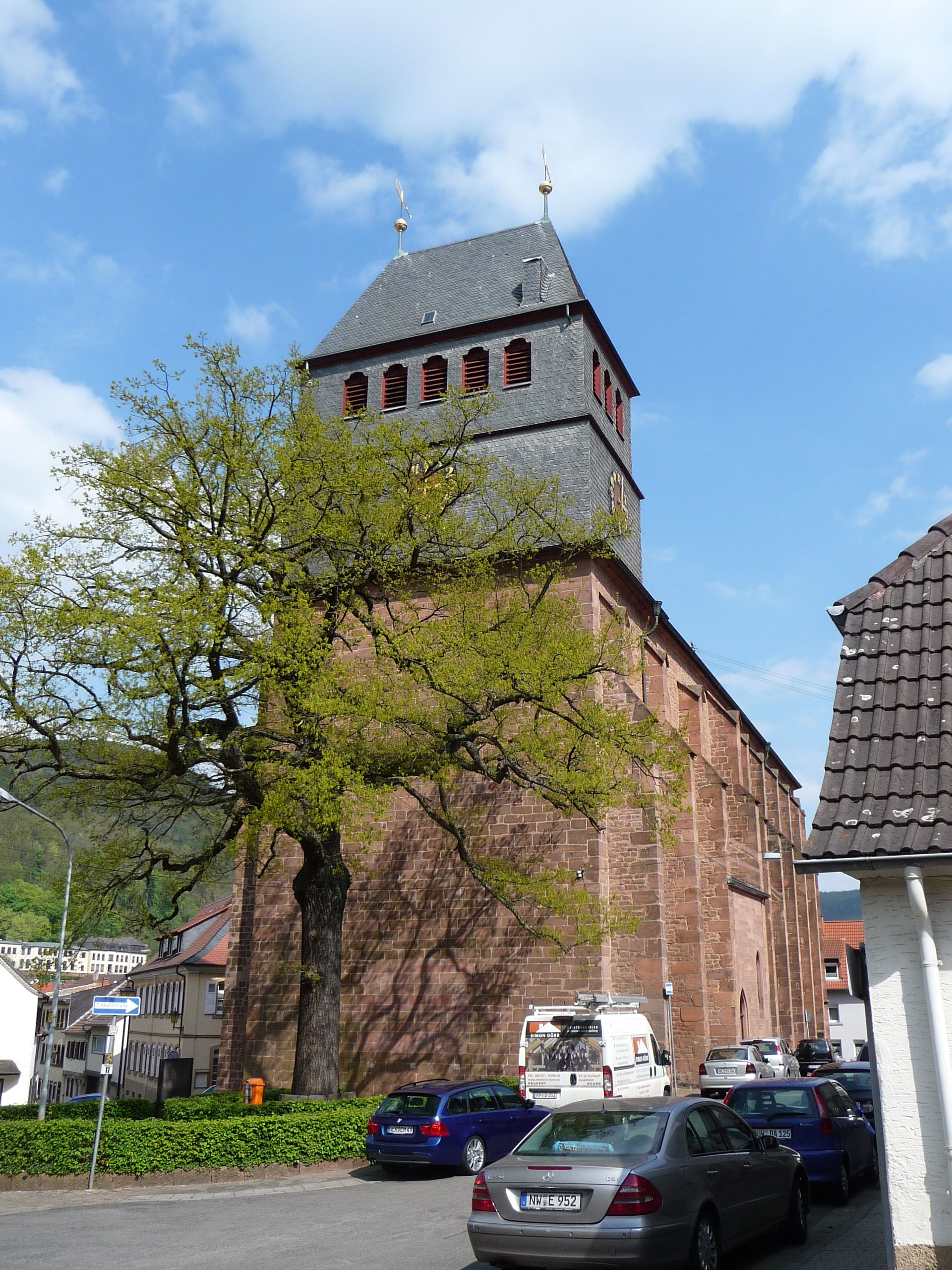
Protestantische Kirche

Der Stadtkern, die Beerentalstraße, die ehemalige Tuchfabrik Gebrüder Haas und der Friedhof sind als Denkmalzonen ausgewiesen. Hinzu kommen zahlreiche Einzelobjekte, die unter Denkmalschutz stehen.

### Natur

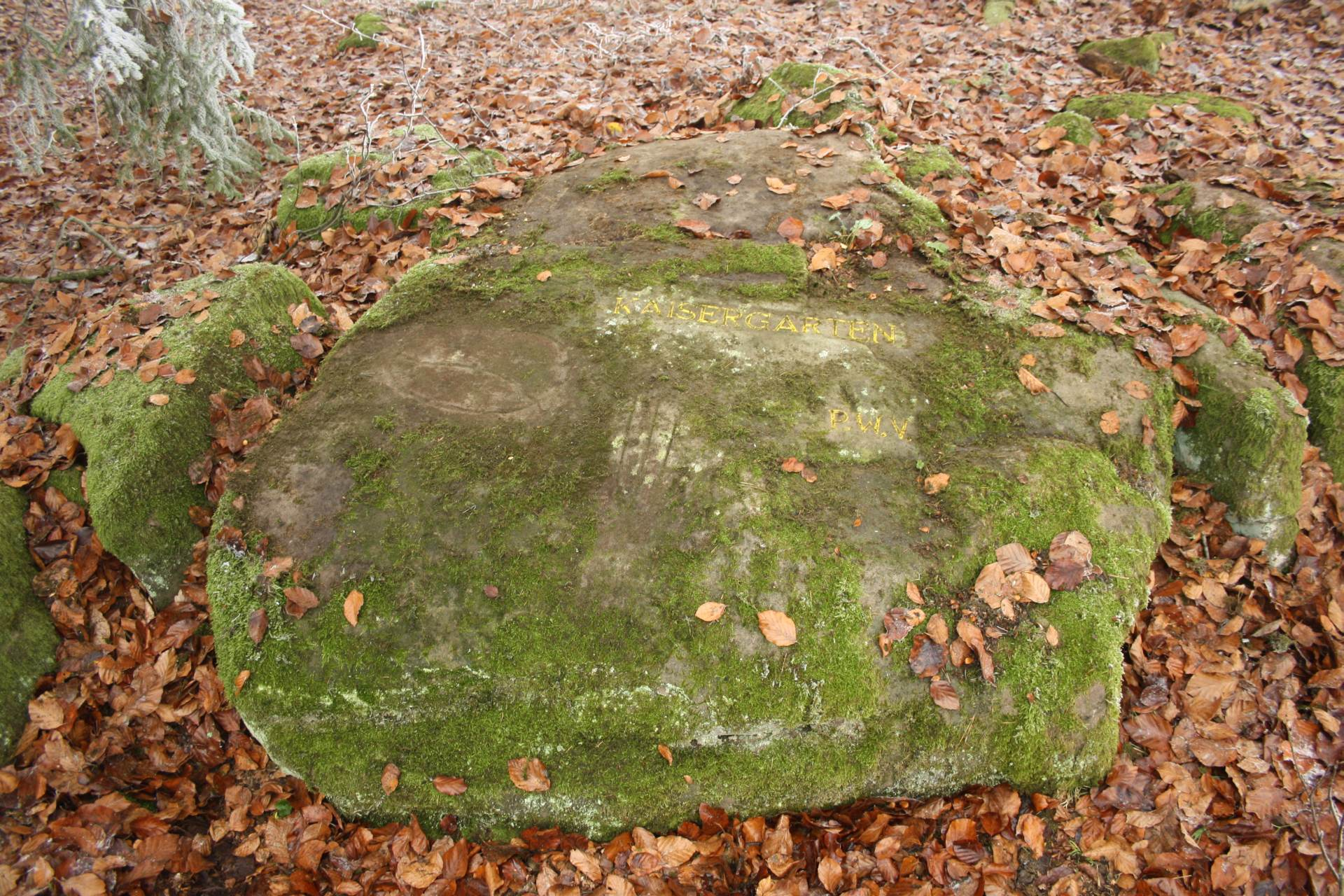
Ritterstein 256

Die Ortsgemeinde liegt im Naturpark Pfälzerwald, der zum Biosphärenreservat Pfälzerwald-Vosges du Nord gehört, und ist Sitz von dessen Geschäftsstelle. Auf Gemarkung der Stadt befinden sich insgesamt fünf Naturdenkmale, darunter die südwestlich der Kernstadt liegende Felsformation Dicker Stein an der Flanke des Hohen Kopfs. Auf ihr befindet sich mit dem Dicker-Stein-Turm ein kleiner Aussichtsturm, der 1933 aus Holz errichtet wurde; er enthält zwei Aussichtsplattformen. Am Kaisergarten befindet sich der gleichnamige Ritterstein mit der Nummer 256.

### Regelmäßige Veranstaltungen
An einem Sommertag wird Lätare gefeiert. Am Ostermontag findet auf dem Pickplatz das Eierpicken statt. Eine weitere traditionsreiche Veranstaltung stellt die Ablieferung des Tribut-Geißbockes als Teil der Geißbockversteigerung nach Deidesheim am Pfingstdienstag dar.
Zudem existiert das Geißbock-Festspiel auf dem Tuchmacherplatz Fabrikstraße gegenüber dem Sportplatz Jahnwiese. Die Lambrechter Geißbock-Kerwe findet jeweils am ersten Samstag im August statt.
Weitere Veranstaltungen sind sommerliche Abendmusiken in der ehemaligen Klosterkirche und der Adventsmarkt. Alle zwei Jahre organisieren die in Lambrecht und Umgebung ansässigen Gewerbebetriebe eine Leistungsschau. Der Gäsbock Mountainbike-Marathon startet jeweils samstags am zweiten Mai-Wochenende; er beginnt und endet jeweils in Lambrecht.

## Wirtschaft und Infrastruktur

### Wirtschaft

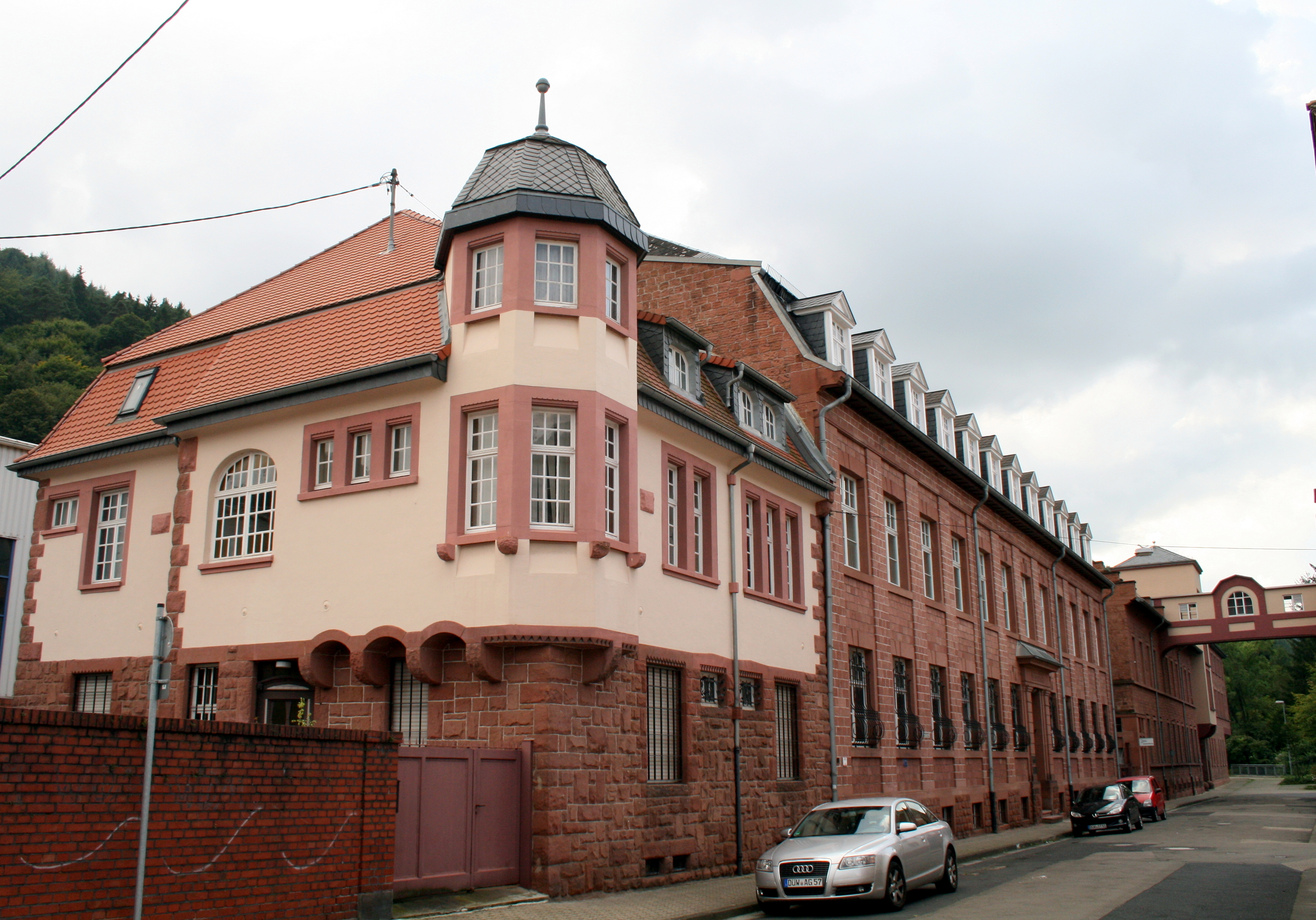
Gebäude der früheren Tuchfabrik Gebrüder Haas

Lambrecht galt lange Zeit als Tuchmacherstadt. Mit den im 16. Jahrhundert eingewanderten Hugenotten, genauer gesagt mit den Wallonen aus Belgien, entwickelte sich in Lambrecht eine florierende Tuchmacherwirtschaft. Im Zuge dessen entstand beispielsweise in der Wallonenstraße, einer Straße in der Innenstadt Lambrechts, ein regelrechtes Tuchmacherzentrum mit vielen kleinen Handwebereien. An diese Zeit erinnert das alte, mit Erker versehene Zunfthaus aus den Jahren 1606 und 1607. Der Prachtbau geht auf einen wohlhabenden wallonischen Zuwanderer zurück. Nach der industriellen Revolution schafften viele Betriebe nicht den Sprung zum Fabrikmaßstab. Dennoch existierten 1931 noch neun Tuchfabriken und erst in den 1960er Jahren kam das endgültige Aus für die Tuchmacherei. Größter Arbeitgeber war lange Zeit die J. Häussling AG bzw. nach deren Liquidierung Anfang der 1930er Jahre die Firma Heinrich Häussling. Häussling produzierte Vlies- und textile Isolier- und Dämmstoffe unter anderem für die Automobilindustrie. Nach mehreren Eigentümerwechseln wurde der Standort 2020 geschlossen. Außerdem war Lambrecht zeitweise Standort einer Filzfabrik, die ab 1881 zu den Vereinigten Filzfabriken gehörte.
In den historischen Gebäuden einer ehemaligen Tuchfabrik produziert die Firma Jola Spezialschalter GmbH & Co. KG seit den 1950er Jahren Geräte zur Niveau-Regelung und Leckage-Detektion. In einer weiteren Tuchfabrik werden heute Filze, Papiermaschinenbespannungen und Nadelfilze hergestellt. Auch sonst hat sich eine mittelständische Zulieferindustrie ausgebildet. Neben diesen Betrieben zählen der Tourismus und in geringerem Umfang die Forstwirtschaft zu den Wirtschaftsfaktoren der Stadt, die zusätzlich über Einkaufsstätten, Handwerksbetriebe und Dienstleister verfügt, die den täglichen Bedarf abdecken. Seit Ende des 19. Jahrhunderts wird vor Ort mit der Talpost eine Zeitung herausgegeben.
Zudem war die Stadt Sitz der Stadtsparkasse Lambrecht, die 1972 in der heutigen Sparkasse Rhein-Haardt aufging.

### Bildung und Erziehung

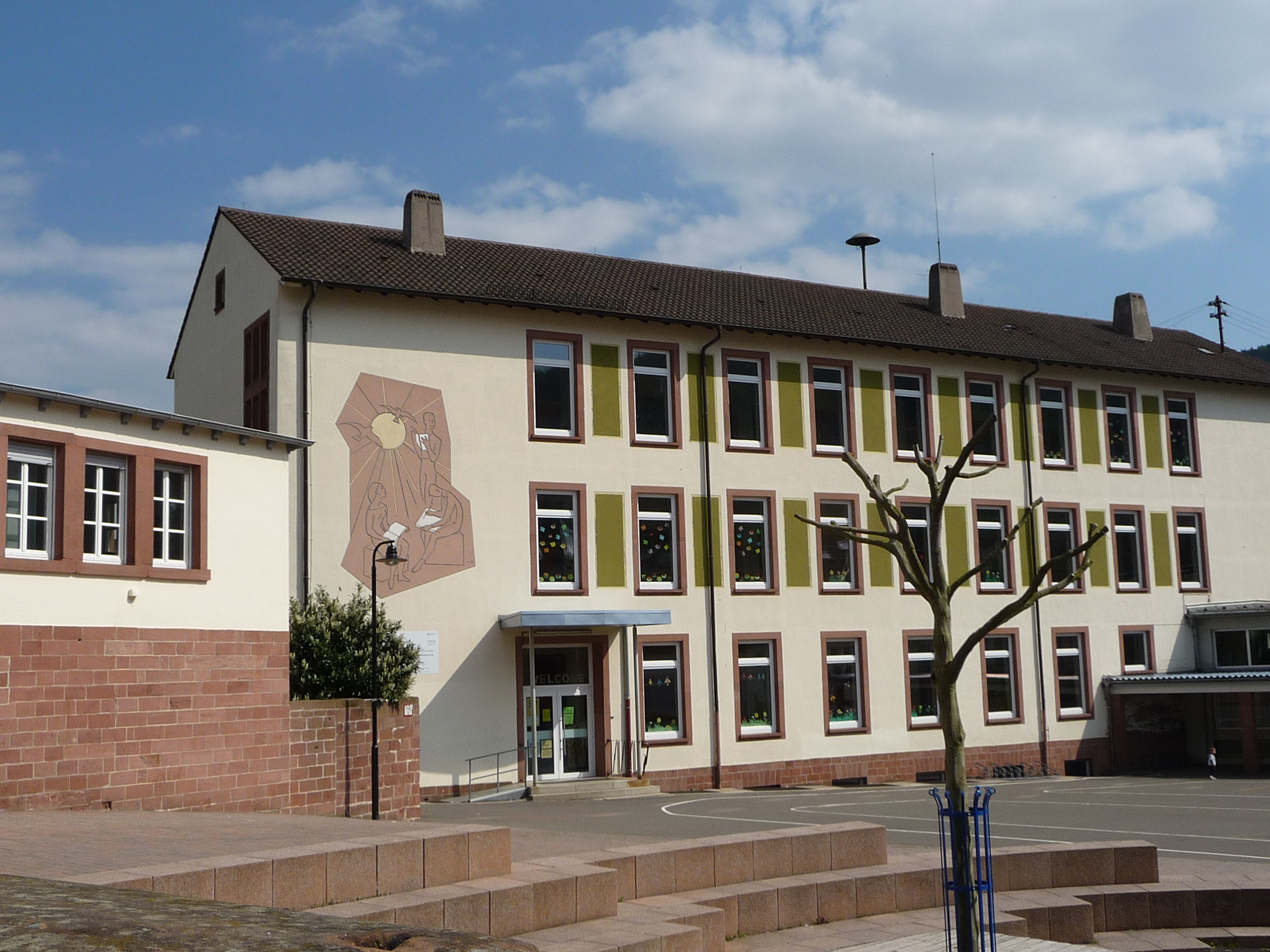
Grundschule Lambrecht

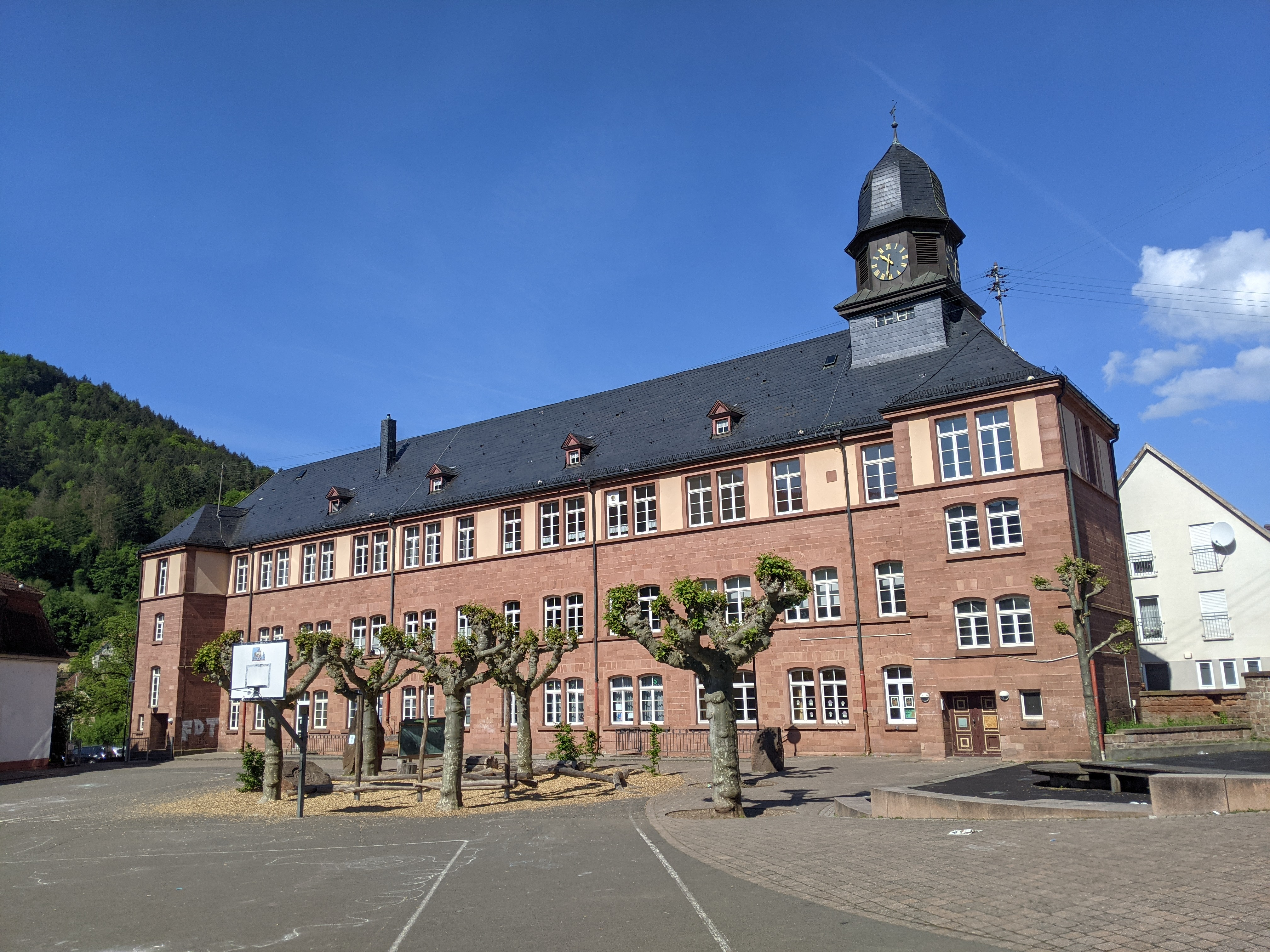
Ehemaliges Schulgebäude

In Lambrecht befinden sich drei Kindergärten und zwei allgemeinbildende Schulen. Als weiterführende Schule befindet sich eine Realschule plus vor Ort. Gymnasien befinden sich in der größeren Nachbarstadt Neustadt an der Weinstraße. Als Einrichtung der Erwachsenenbildung stehen die Volkshochschule und die Pfalzakademie zur Verfügung.

#### Kindergärten
- Evangelischer Kindergarten Arche Noah
- Katholische Kindertagesstätte St. Lambertus
- Städtischer Kindergarten Rappelkiste
- Hort im Evangelischen Kindergarten für Schulkinder

#### Schulen
- Grundschule Lambrecht
- Realschule plus Lambrecht
- Volkshochschule Verbandsgemeinde Lambrecht

Von 1876 bis 1974 war Lambrecht Standort einer Webschule bzw. Höheren Webschule.

### Verkehr

#### Schiene

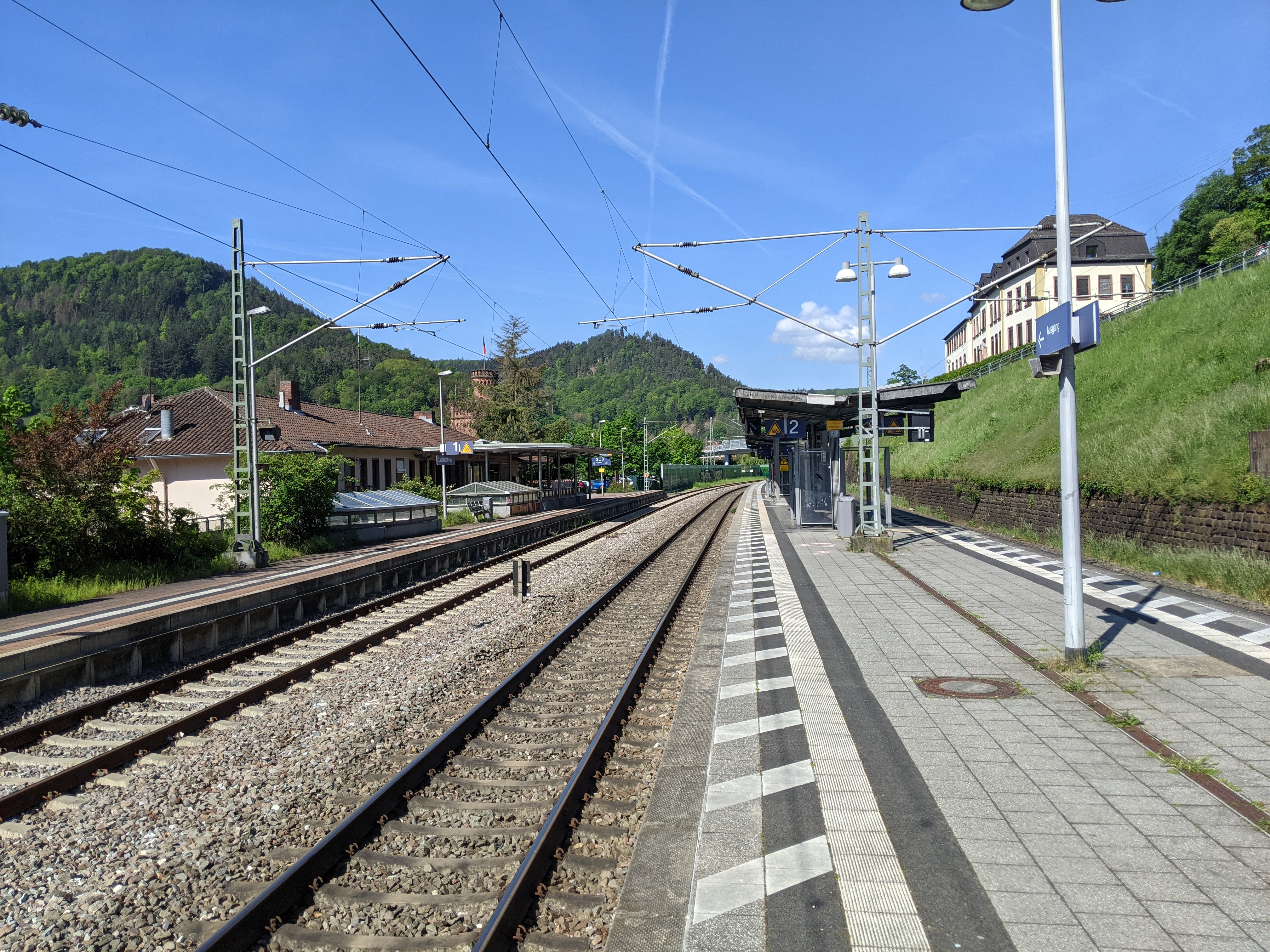
Bahnhof Lambrecht (2024)

Lambrecht erhielt 1849 mit Vollendung der Pfälzischen Ludwigsbahn, aus der die Bahnstrecke Mannheim–Saarbrücken hervorging, Anschluss an das Eisenbahnnetz. Seit 2003 bedient die S-Bahn RheinNeckar mit den Linien S1 und S2 (jeweils im Stundentakt) den Lambrechter Bahnhof am nördlichen Stadtrand. 1902 wurde von hier ein Industriegleis über Frankeneck zur Sattelmühle gebaut, aus dem das 1909 eröffnete und bis nach Elmstein führende Kuckucksbähnel hervorging. Der Personenverkehr endete 1960, der Güterverkehr auf dem Abschnitt Frankeneck–Elmstein folgte rund anderthalb Jahrzehnte später. Der auf Gemarkung von Lambrecht befindliche Bahnhof Frankeneck wurde Bahnhofsteil des Lambrechter Pendants und bis heute im Güterverkehr angefahren. Seit 1984 ist das Kuckucksbähnel eine Museumsbahn.

#### Straße
Die Bundesstraße 39 durchquert die Stadt. Im Nordwesten der Gemarkung zweigt von dieser die Landesstraße 499 nach Waldfischbach-Burgalben ab. Die vom Unternehmen Busverkehr Imfeld betriebene Buslinie 517 des Verkehrsverbundes Rhein-Neckar verbindet die Stadt zusätzlich mit Neustadt an der Weinstraße und Iggelbach.

### Tourismus

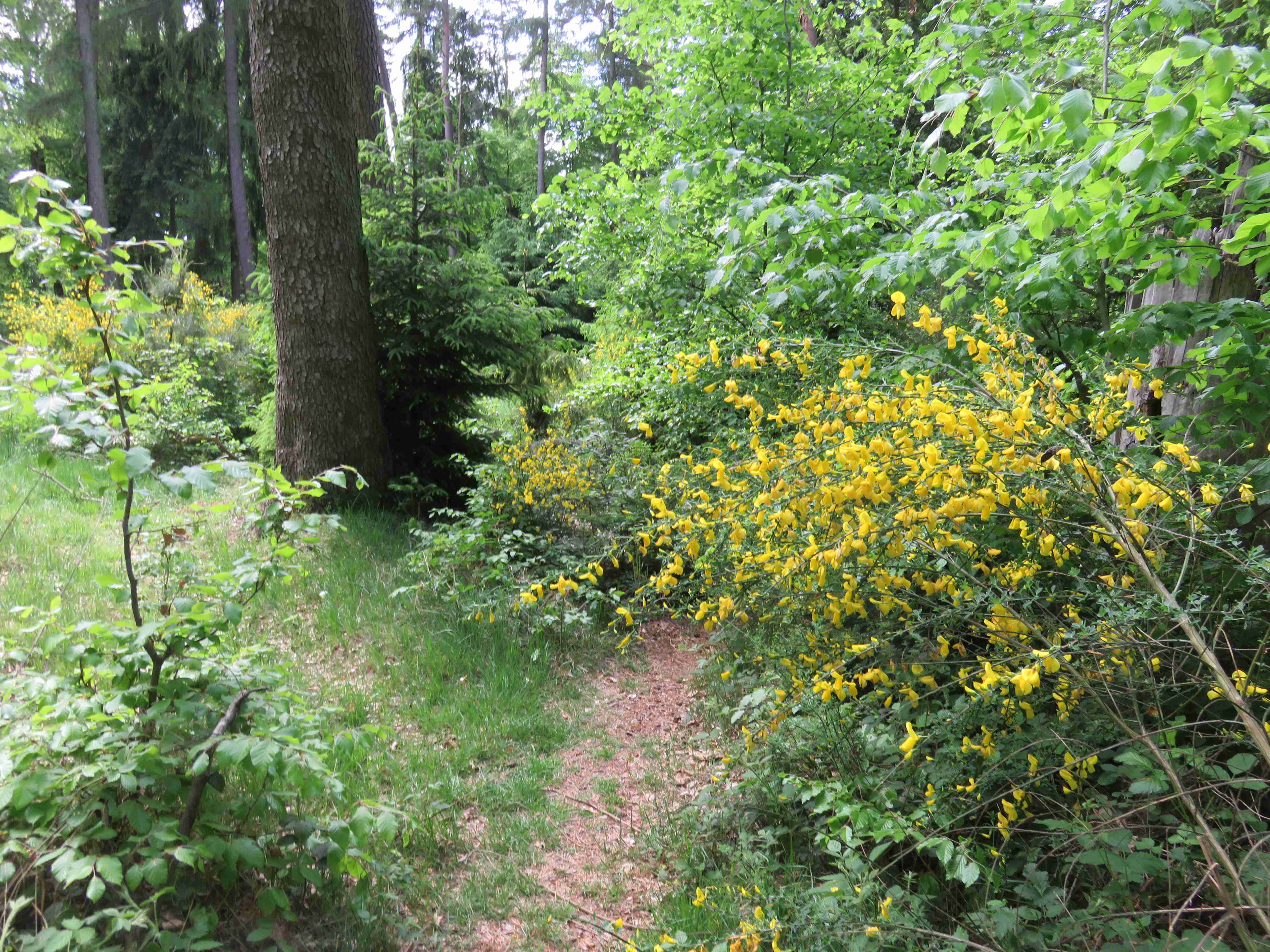
Wanderweg auf der Gemarkung von Lambrecht

Vor Ort existiert eine Ortsgruppe des Pfälzerwald-Vereins, die das bereits auf der Gemarkung von Bad Dürkheim liegende Waldhaus Lambertskreuz besitzt. Lambrecht ist darüber hinaus westlicher Ausgangspunkt des nach Speyer führenden Palatia-Radwegs und Beginn der Tour 5 des Mountainbikeparks Pfälzerwald.
Durch die Stadt verläuft zudem der mit einem gelben Kreuz markierte Fernwanderweg Saar-Rhein-Main. Darüber hinaus liegt Lambrecht an der Nordroute der Pfälzer Jakobswege, einem alten Pilgerweg sowie an mehreren weiteren Wanderwegen, von denen einer mit einem roten Balken gekennzeichnet ist, der vom Lambertskreuz bis nach Breitenstein verläuft, an einem mit einem blau-roten Balken gekennzeichnetem Weg, der eine Verbindung Kirchheimbolanden und Pirmasens herstellt und an einem, der mit einem blau-gelben Balken markiert ist, von Deidesheim nach Rhodt unter Rietburg verläuft. Zudem verläuft innerhalb der Stadt der Geißbockweg.

## Persönlichkeiten

### Ehrenbürger
- 1987: Auguste Hörner, Fürsorgerin[15]

### Söhne und Töchter der Stadt
- Pieter Schoubroeck (~1570–1607), Maler
- Adam Weber (1801–nach 1846), von 1843 bis 1846 Präsident der IHK Pfalz
- Ludwig Louis (1814–1894), Politiker
- Emil Fränger (1856–1941), Verwaltungsjurist
- Karoline Lorenz (1873–1924), Schriftstellerin
- Heinrich Lieser (1879–1961), Politiker (SPD)
- Hermann Alker (1885–1967), Architekt
- Karl Rauch (1887–1945), Heimatdichter, nach ihm ist ein Stadtteil benannt
- Heinz Lorenz (1888–1966), Schriftsteller und Redakteur
- Rudolf Löffler (1890–1942), Widerstandskämpfer, Journalist, Zentrumspolitiker
- Louis Emrich (1893–1974), Journalist, Schriftsteller und Prognostiker
- Ernst Collofong (1900–1989), Politiker (NSDAP), Oberbürgermeister von Zweibrücken von 1932 bis 1945, Regierungsdirektor von 1948 bis 1965
- Ludwig Küchel (1900–1977), Gewerkschafter und Widerstandskämpfer gegen das NS-Regime
- Rudolf Röhrig (1903–1970), Politiker (NSDAP)
- Josef M. Häußling (1923–2012), deutscher Rechtswissenschaftler, Hochschullehrer und Rektor der Bergischen Universität Wuppertal
- Angelus Häußling (1932–2017), römisch-katholischer Theologe und Benediktiner
- Erich Satter (* 1935), Philosoph
- Gerhard Schöfer (* 1948), Radrennfahrer und nationaler Meister im Radsport
- Gabriele Kaiser (* 1952), Mathematikdidaktikerin und Hochschullehrerin
- Albert Henz (* 1954), evangelischer Theologe
- Markus Knapp (* 1954), katholischer Theologe und Professor für Fundamentaltheologie an der Ruhr-Universität Bochum

### Personen, die vor Ort gewirkt haben
- Norbert Buschlinger (* 1957), Fußballspieler, lebt vor Ort
- Adolf Edel (vor 1899–1935), Zeitungsverleger und Verfasser heimatkundlicher Schriften
- Kurt Faber (1883–1929), Abenteurer, Reiseschriftsteller; Jugend in Lambrecht (Pfalz)
- Robert Helm (1879–1955), Direktor und Vorstandsmitglied der Vereinigten Tuchfabriken Botzong-Waltzinger AG im Ort und Mitglied im Stadtrat
- Frank-Matthias Hofmann (* 1959), Kirchenrat. Beauftragter der Evangelischen Kirchen im Saarland bei der Landesregierung und dem Landtag in Saarbrücken
- Bernhard Kimmel (1936–2019), Krimineller („Al Capone von der Pfalz“), wuchs in Lambrecht auf
- Ursula Kissel, Schriftstellerin, lebt in Lambrecht
- Marcus Lembach, bildender Künstler, gewann 1983 den Daniel-Henry-Kahnweiler-Preis
- Dominik Schmitt (* 1983), Künstler, lebte ab 1989 in Lambrecht
- Viktor Sternad (1921–2001), Dozent an der Textilingenieurschule und Professor für Textiltechnik in Kaiserslautern
- Wolf-Michael Weber (* 1954), Zoologe, arbeitete zeitweise beim Lambrechter Unternehmen Heka Electronics
- Josef Winschuh (1897–1970), Journalist, Unternehmer und Politiker, lebte vor Ort
- Bernhard Würschmitt (1788–1853) war katholischer Priester und berühmter Kunstschaffender (Maler, Bildhauer etc.). Er amtierte von 1826 bis 1828 als Pfarrer von Grevenhausen. In der kath. Kirche von Lambrecht stammen das Hochaltargemälde „Kreuzigung Christi“, das Ölgemälde „Maria Immaculata“ und ein außergewöhnlicher Kanzel-Beichtstuhl von seiner Hand.